# Teatro di rivista

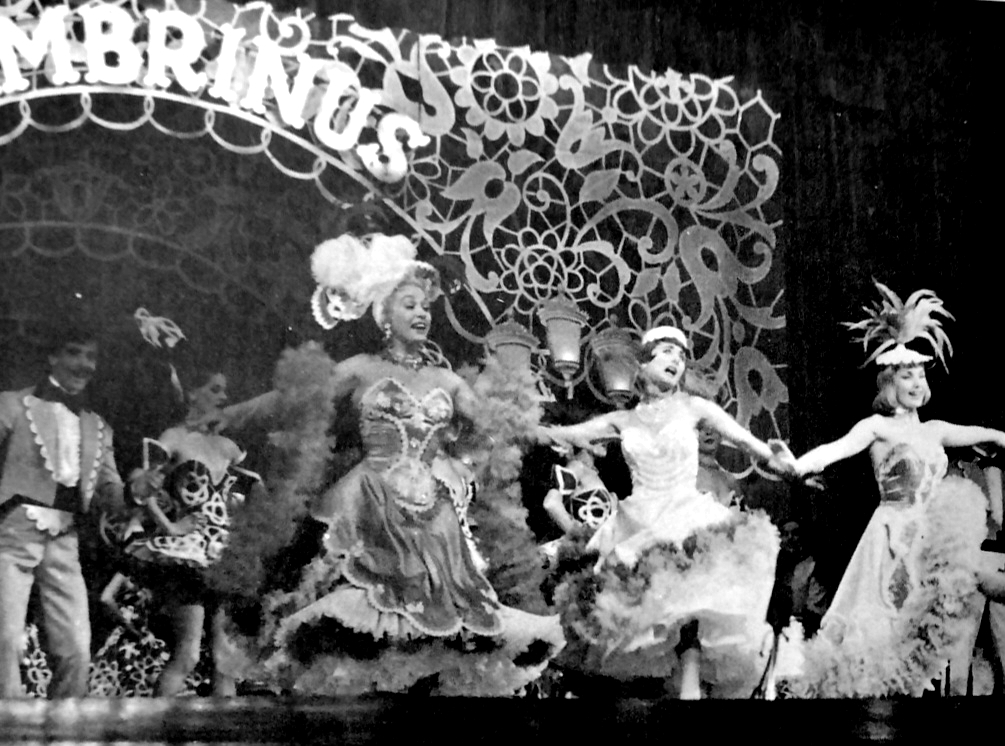
E tu biondina, rivista teatrale del 1956 con Liana Rovis, Sandra Mondaini ed Helen Sedlak.

Il teatro di rivista, o più comunemente rivista, è un genere di spettacolo teatrale di carattere leggero che in Italia ha conosciuto la massima popolarità tra la fine degli anni trenta e la metà degli anni cinquanta, come evoluzione del varietà verso più alti livelli artistici, nella fase di decadenza di precedenti generi come il café-chantant, l'operetta, portando poi alla grande affermazione della commedia musicale. È un misto di prosa, canto, musica, danza e scenette umoristiche ispirate all'attualità spicciola e ai tradizionali cliché erotico-sentimentali, uniti da un tenue filo conduttore, con la presenza di personaggi fissi come la soubrette. Come nell'operetta e nel musical, la rivista unisce momenti musicali, di danza e recitazione in una presentazione unica. Però, a differenza di questi, nella rivista non c'è una trama a cui attenersi da inizio a fine, ma un tema generale funge da cornice a una successione meno vincolante di vari numeri.
Il termine rivista ha in questo ambito l'accezione di rassegna, intendendo dunque uno spettacolo che offre una rassegna degli eventi attuali.

## Storia
Il genere, caratterizzato dallo splendore delle scene e dalla spettacolarità delle coreografie, sorge in Francia alla fine dell'Ottocento grazie ai fratelli Cogniard, che abbandonano gli studi di medicina per dedicarsi al teatro leggero (La biche au bois, La chatte blanche). Nel 1894 The Passing Show di Sydney Rosenfeld e Ludwig Engländer ha la première nel Casino Theatre di New York e ha avuto 110 recite. 
Nel primo dopoguerra ha una grande fortuna in America (grazie all'impresario Florenz Ziegfeld, ideatore delle Ziegfeld Follies) e in tutta Europa, con attori e soubrettes quali Mistinguett, Joséphine Baker, Maurice Chevalier, Max Pallenberg e Fritzi Massary. Zig-Zag! di Albert de Courville esordisce nel 1917 al London Hippodrome. Joy Bells di de Courville ha la prima nel 1919 al London Hippodrome. Negli anni venti è la volta di The Co-Optimists di Davy Burnaby che nel 1921 ha la prima assoluta al Royalty Theatre con Stanley Holloway e poi al Palace Theatre di Londra, The Garrick Gaieties, Blackbirds of 1928 di Jimmy McHugh al Liberty Theatre per il Broadway theatre con Bill Robinson dal 1928. Nei numeri musicali contiene la nota I Can't Give You Anything But Love eseguita anche da Louis Armstrong, Duke Ellington, Benny Goodman e molti altri. 
A partire dagli anni '30 il genere viene gradualmente soppiantato dal musical (un processo analogo si ha in Italia negli anni '50). 
Tramite svariate espressioni artistiche il genere della rivista oggi è portato avanti da teatri di varietà tradizionali quali Lido, Moulin Rouge e il Friedrichstadt-Palast Berlin, così come gli spettacoli a Las Vegas.

### In Italia

Walter Chiari e Marisa Maresca nel 1952, nella passerella finale che soleva chiudere le riviste.

Nei primi venti anni del Novecento in Italia la rivista è uno spettacolo incentrato su parodie dell'attualità. Con il fascismo, venendo meno la possibilità di satira politica, si ricorre a una comicità più astratta, affidata all'estro dell'attore più che alle battute del testo e agli elementi più propriamente spettacolari. Principali artisti di questo periodo sono Ettore Petrolini, proveniente dall'avanspettacolo, Erminio Macario, che nel 1930 fonda una compagnia (che resterà in attività fino al 1965) che nel 1937 scrittura Wanda Osiris, che diventa la prima soubrette della rivista italiana e tale rimane fino ai primi anni '50, Riccardo Billi, Carlo Campanini, Nino Taranto, Carlo Dapporto. Negli anni della seconda guerra mondiale, il teatro di rivista rappresenta un modo per sognare, per distogliere il pensiero dalla crudeltà della guerra e farlo volare in posti esotici e paradisiaci grazie alle sfarzose scenografie, oppure distrarsi con le gambe delle ballerine e con le  battute dei comici.
Nel primo decennio del secondo dopoguerra, in un'Italia profondamente mutata, si ha un precipitoso ritorno alla satira politica. Poi ci si evolve verso la revue à grand spectacle, con allestimenti sfarzosi, parate di belle ragazze, grandi coreografie, complesse scenografie, con notevoli spese. Quest'ultimo genere di rivista, presente anche in altri Paesi, in Italia vede comunque una maggiore evidenza del carattere comico. Come soubrette domina sempre Wanda Osiris, ma si affermano gradualmente anche nuove figure, che rappresentano una tipologia nuova di personaggio femminile, non più incentrata sulla bellezza e sulla seduzione, ma sulla statura artistica: Lauretta Masiero, Marisa Del Frate, Bice Valori, Sandra Mondaini. Come attori emergono Renato Rascel, Walter Chiari, Gianni Agus, Gino Bramieri, Raffaele Pisu.
Come autori, e poi come produttori, a partire dall'immediato dopoguerra dominano Garinei e Giovannini, che producono quasi due copioni l'anno e tutti di successo. Fra questi: Si stava meglio domani, con Wanda Osiris e Enrico Viarisio (1946), Domani è sempre domenica (1947), Al Grand Hotel (1948), Il diavolo custode (1950) con Wanda Osiris, Enrico Viarisio, Dolores Palumbo e Gianni Agus, Gran Baraonda (1952) con Wanda Osiris, Alberto Sordi e il Quartetto Cetra, Made in Italy (1953), con Erminio Macario e Wanda Osiris. Ed è nel corso degli anni '50 che Garinei e Giovannini guidano quel percorso che porta gradualmente alla nascita della commedia musicale. La coppia scrive così spettacoli di impostazione nuova, che in cartellone non denominano più "rivista": Attanasio cavallo vanesio (1952), Giove in doppiopetto (1954), La padrona di Raggio di Luna (1955).
Altre celebri coppie, in quegli anni, scrivono e dirigono con continuità spettacoli di rivista. Giulio Scarnicci e Renzo Tarabusi scrivono nel 1949 la rivista Chi vuol essere lieto sia per la compagnia Carlo Campanini e Lilia Silvi, aggiudicandosi la Maschera d’argento e dando inizio ad un proficuo sodalizio professionale. Dalla stagione 1951/52 alla stagione 1957/58 lavorano in stretta collaborazione con la coppia Ugo Tognazzi e Raimondo Vianello, allestendo Dove vai se il cavallo non ce l’hai (1951/52), Ciao Fantasma (1952/53), Barbanera bel tempo si spera (1953/54, seconda maschera d’argento), Passo Doppio (1954/55) con cui debuttano anche a Parigi con il titolo di Flash, Campione senza volere (1955/56), Uno scandalo per Lili (1957/58) con Tognazzi, Lauretta Masiero, Ave Ninchi, Gianrico Tedeschi, Mario Scaccia.
Altra coppia di sceneggiatori e registi di riviste è costituita da Marcello Marchesi e Vittorio Metz, che mandano in scena Milano miliardaria (1951), Era lui, si, si! (1951), Sette ore di guai (1951), Il mago per forza diretto insieme a Marino Girolami (1951), Tizio, Caio, Sempronio, diretto insieme ad Alberto Pozzetti (1951), Lo sai che i papaveri, (1952), Noi due soli, diretto insieme a Marino Girolami (1952).
Gli anni '50 vedono quindi la concomitanza di riviste e commedie musicali, in un processo di osmosi dal primo genere al secondo, con confronti accesi nella stampa e fra i critici; con la nascente commedia musicale che si avvia a prevalere.